# Sovětská liga ledního hokeje 1977/1978
Sezóna 1977/1978 byla 32. sezonou Sovětské ligy ledního hokeje. Mistrem se stal tým CSKA Moskva.
Vzhledem k rozšíření soutěže na 12 týmů ze 2. ligy postoupily celky Salavat Julajev Ufa a Sokol Kyjev. Poslední SKA Leningrad hrál baráž proti třetímu celku 2. ligy - Sibir Novosibirsk, zvítězil celkově 12:5 a udržel se tak.

## Konečné pořadí
| #  | Tým                     | Z  | V  | R  | P  | Sk.     | B  |
| -- | ----------------------- | -- | -- | -- | -- | ------- | -- |
| 1  | CSKA Moskva             | 36 | 28 | 3  | 5  | 215-109 | 59 |
| 2  | Dynamo Moskva           | 36 | 21 | 4  | 11 | 161-104 | 46 |
| 3  | Křídla Sovětů Moskva    | 36 | 17 | 6  | 13 | 146-138 | 40 |
| 4  | Traktor Čeljabinsk      | 36 | 14 | 10 | 12 | 130-118 | 38 |
| 5  | Chimik Voskresensk      | 36 | 15 | 5  | 16 | 127-117 | 35 |
| 6  | Dynamo Riga             | 36 | 13 | 8  | 15 | 118-135 | 34 |
| 7  | Torpedo Gorkij          | 36 | 14 | 4  | 18 | 138-164 | 32 |
| 8  | Spartak Moskva          | 36 | 14 | 4  | 18 | 123-141 | 32 |
| 9  | Avtomobilist Sverdlovsk | 36 | 12 | 5  | 19 | 133-176 | 29 |
| 10 | SKA Leningrad           | 36 | 5  | 5  | 26 | 131-220 | 15 |